# Phyllobrotica physostegiae
Phyllobrotica physostegiae là một loài bọ cánh cứng trong họ Chrysomelidae. Loài này được Riley miêu tả khoa học năm 1979.